# Đa Lộc, Ân Thi
Đa Lộc là một xã thuộc huyện Ân Thi, tỉnh Hưng Yên, Việt Nam.

## Địa lý
Xã Đa Lộc nằm ở phía đông huyện Ân Thi, có vị trí địa lý:
- Phía đông giáp tỉnh Hải Dương và huyện Phù Cừ
- Phía tây giáp xã Hồ Tùng Mậu và xã Nguyễn Trãi
- Phía nam giáp huyện Phù Cừ và xã Tiền Phong
- Phía bắc giáp tỉnh Hải Dương và xã Văn Nhuệ.

Xã Đa Lộc có diện tích 6,06 km², dân số năm 2019 là 5.360 người, mật độ dân số đạt 884 người/km².

## Giao thông
Xã Đa Lộc có tỉnh lộ 200D chạy qua.